# FC Jazz
Az FC Jazz egy finn labdarúgóklub, melynek székhelye Poriban található. A klubot 1934-ben alapították a neve Porin Pallo-Toverit (PPT). A név változott 1992-ben.

## Eredményei
- Finn labdarúgó-bajnokság: (Veikkausliiga)
  - Bajnok: 1993, 1996

## Híres korábbi játékosok
- Bene Ferenc
- Víctor Dubón
- Emmer László
- Carlton Fairweather
- Timo Furuholm
- Jurij Gavrilov
- Aleksandr Kokko
- Luiz Antônio
- Rami Nieminen
- Piracaia
- Antti Sumiala
- Hermanni Vuorinen
- Ördög József
- Matus Sándor